# Alen Halilović
Alen Halilović (sinh ngày 18 tháng 6 năm 1996) là tiền vệ tấn công chơi cho câu lạc bộ Fortuna Sittard.

## Thống kê sự nghiệp

### Câu lạc bộ
Tính đến 19 tháng 5 năm 2019
| Câu lạc bộ            | Mùa giải            | Giải đấu | Giải đấu | Cúp quốc gia | Cúp quốc gia | Châu Âu | Châu Âu | Khác | Khác | Tổng cộng | Tổng cộng |
| Câu lạc bộ            | Mùa giải            | Trận     | Bàn      | Trận         | Bàn          | Trận    | Bàn     | Trận | Bàn  | Trận      | Bàn       |
| --------------------- | ------------------- | -------- | -------- | ------------ | ------------ | ------- | ------- | ---- | ---- | --------- | --------- |
| Dinamo Zagreb         | 2012–13             | 18       | 2        | 0            | 0            | 3       | 0       | —    | —    | 21        | 2         |
| Dinamo Zagreb         | 2013–14             | 26       | 5        | 6            | 1            | 8       | 0       | 1    | 0    | 41        | 6         |
| Dinamo Zagreb         | Tổng cộng           | 44       | 7        | 6            | 1            | 11      | 0       | 1    | 0    | 62        | 8         |
| Barcelona B           | 2014–15             | 30       | 4        | —            | —            | —       | —       | —    | —    | 30        | 4         |
| Barcelona             | 2014–15             | 0        | 0        | 1            | 0            | 0       | 0       | —    | —    | 1         | 0         |
| Sporting Gijón (mượn) | 2015–16             | 36       | 3        | 1            | 2            | —       | —       | —    | —    | 37        | 5         |
| Hamburger SV          | 2016–17             | 6        | 0        | 1            | 1            | —       | —       | —    | —    | 7         | 1         |
| Las Palmas (mượn)     | 2016–17             | 18       | 0        | 0            | 0            | —       | —       | —    | —    | 18        | 0         |
| Las Palmas (mượn)     | 2017–18             | 20       | 2        | 1            | 0            | —       | —       | —    | —    | 21        | 2         |
| Las Palmas (mượn)     | Tổng cộng           | 38       | 2        | 1            | 0            | —       | —       | —    | —    | 39        | 2         |
| Milan                 | 2018–19             | 0        | 0        | 0            | 0            | 3       | 0       | —    | —    | 3         | 0         |
| Standard Liège (mượn) | 2018–19             | 14       | 0        | 0            | 0            | —       | —       | —    | —    | 14        | 0         |
| SC Heerenveen (mượn)  | 2019–20             | 17       | 1        | 3            | 0            | —       | —       | —    | —    | 20        | 1         |
| Tổng cộng sự nghiệp   | Tổng cộng sự nghiệp | 185      | 17       | 13           | 4            | 14      | 0       | 1    | 0    | 213       | 20        |

### Thi đấu quốc tế
Tính đến 11 tháng 6 năm 2019
| Croatia   | Croatia | Croatia |
| Năm       | Trận    | Bàn     |
| --------- | ------- | ------- |
| 2013      | 3       | 0       |
| 2014      | 4       | 0       |
| 2016      | 2       | 0       |
| 2019      | 1       | 0       |
| Tổng cộng | 10      | 0       |